# 李允傑 (籃球運動員)
李允傑（2000年8月21日—）為臺灣男子籃球運動員，位置為小前鋒，現效力於P. LEAGUE+台鋼獵鷹。

## 生平
李允傑為臺北市人，來自大安國中，加入南山高中一年級和二年級都沒有被登錄在高中籃球聯賽（HBL）12人名單當中，高三才進入12人名單，2018年夏天正式進入政大雄鷹前夕代表中華臺北征戰U18亞青男籃賽，大學一年級為先發球員，升上二年級被調整為替補球員。大二升大三的夏天傷到左膝後十字韌帶，後留在政大攻讀碩士學位，大學攻讀民族學系，碩士改攻讀傳播學院。2024年7月李允傑在P. LEAGUE+新人選秀會第一輪第二順位獲得台鋼獵鷹青睞，並與台鋼獵鷹完成簽約。

## 外部連結
- 李允傑在fiba.basketball（英语）
- 李允傑在fiba3x3.com（英语）
- 李允傑在P. LEAGUE+官網
- 李允傑在Eurobasket.com（球員）（英语）
- 李允傑在RealGM（英语）
- 李允傑在Flashscore（英语）